# Jorge Zorro
Jorge Zorro, né le 27 février 1946 à Bogotá, est un musicien, chef d'orchestre et homme politique colombien. Proche du couple présidentiel Gustavo Petro et Verónica Alcocer, il est Vice-ministre chargé de la Créativité au début du mandat.
Après le remerciement de la ministre Patricia Ariza, il est nommé ministre de la Culture par intérim. Néanmoins, sa proximité avec la première dame Alcocer est critiquée et il est également contesté par les militants culturels soutenant Petro, il est remplacé au bout de six mois. Il devient à nouveau Vice-ministre le 2 août.

## Biographie

### Musicien et chef d'orchestre
Jorge Zorro est né à Bogotá en février 1946. Il entre au Conservatoire de l'université nationale de Colombie en 1964, pour étudier la musique.
Il obtient une bourse au Conservatoire Tchaïkovski de Moscou en 1974. 
Il est lauréat du concours de direction de chœur en 1977, en pleine commémoration du 60e anniversaire de la révolution russe qui a conduit à la création de l'URSS.
Il a étudié au Conservatoire de Paris, à l'École supérieure de musique et de théâtre de Leipzig et au Conservatoire Hoch en perfectionnant son apprentissage du piano.
Entre 1981 et 1992, il intègre divers programme de musique dans plusieurs universités du monde, comme le Berkshire Music Center à Tanglewood, l'Eastman School of Music de l'Université de Rochester et le Music Conducting Seminar de l'université de Boston.
Il a été l'un des principaux activistes musicaux en Colombie et a dirigé d'importants programmes et projets. Il a été le fondateur de l'École supérieure de musique de l'Institut de la culture de Boyacá. Il a dirigé le projet de l'OEA pour la « Formation de professionnels de la musique pour la Colombie ». Il a été directeur du Chœur national Colcultura et du Conservatoire Antonia María Valencia de Cali.

### Parcours académique
Il a été directeur du baccalauréat en musique de la Faculté des sciences de l'éducation de l'université pédagogique et technologique de Colombie. Il a été doyen de la faculté de musique de l'université Antonio Nariño, professeur à l'université nationale de Colombie et membre du Conseil national de la musique.
Il a été l'un des fondateurs de la Faculté de musique de la Fondation universitaire Juan Nepomuceno Corpas en 2002 et en a été le doyen jusqu'en 2022.
Jorge Zorro parle couramment anglais, russe, français et allemand, en plus de l'espagnol.

### Œuvre musicale
Il a été directeur symphonique de divers groupes comme le Boyacá Youth Wind Symphony, le Colombian Youth Symphony Orchestra, le Bogotá Philharmonic Orchestra, le Valle del Cauca Symphony Orchestra, le Ramblewood Youth Symphony Orchestra à Coral Springs en Floride, et le Official Band of Concerts de Táchira au Venezuela.
Il a été membre du conseil d'administration de la National Symphony Association et a été l'un des fondateurs de la Fondation Unimúsica.

### Parcours politique
Proche du Pacte historique, de Gustavo Petro et de la première dame Verónica Alcocer.
Il a été secrétaire de la culture départementale de Boyacá. Le 19 août 2022, il est nommé vice-ministre de la Créativité du ministère de la Culture dans le gouvernement de Gustavo Petro, sous la direction de la ministre Patricia Ariza.
Le 27 février 2023, il prend ses fonctions de ministre de la Culture par intérim, après le départ de Patricia Ariza. Sa nomination provoque plusieurs polémiques, notamment le rôle qui serait déterminant de Jorge Zorro en tant que vice-ministre, très proche de Verónica Alcocer, cette dernière s'impliquant fortement au sein du ministère de la Culture.
Mais également, plusieurs médias et personnes sur les réseaux sociaux déclarent lors de sa nomination qu'il a été le professeur de piano des filles du président Gustavo Petro. Une information démentie par le président et le ministre Zorro, déclarant qu'il avait déjà rencontré ses filles, mais qu'il na jamais été leur professeur.

#### Un ministre contesté
Le 21 mars, de nombreux artistes et responsables culturels, qui ont soutenu la campagne et le programme sur la culture du candidat Petro, ont envoyé plusieurs lettres au président Gustavo Petro, contestant la vision et les choix culturels du ministre.
Une demande réitérer par ces responsables culturels lors du remaniement du 26 avril, et qui s'étend également aux représentants alliés du gouvernement, ces derniers estiment qu'il ne représente pas la vision de la culture portée par le programme de Gustavo Petro.